# Equatoria Defence Force

Bandera cristiana usada per diverses milícies

La Equatoria Defence Force (EDF) o Força de Defensa d'Equatoria fou una organització militar sorgida de fet a finals dels anys vuitanta a la província d'Equatoria al Sudan, que opera als districtes de Juba i Torit. La major part dels seus combatents són de Latuku i Lokoya però hi ha també acholis, madis, lolubes, baris i azandes o zandes. Es va crear per donar protecció a la població que seguia les instruccions de desobediència civil del Moviment d'Alliberament del Poble Sudanès (SPLM), i la majoria dels seus membres venien d'aquesta organització. No tenia una estructura organitzativa.
El 1991 va donar suport a Riak Machar quan va trencar amb el SPLM. L'octubre de 1995 es va fundar oficialment amb el propòsit de defensar als habitants locals i lluitar per l'autodeterminació; també pretenia l'establiment d'un poder regional no basat en tribus. Els principals dirigents foren Theophilo Ochan, metge i polític, i Martin Terensio Kenyi, un militar madi educat a Amèrica.
El 1997 va ser un dels grups signants de l'acord amb el govern de Khartum i va passar a ser un dels membres del United Democratic Salvation Front i de les South Sudan Defense Forces. Els acords es van trencar el 2001 i la EDF després d'un temps de dubtes va fer aliança amb l'Exèrcit d'Alliberament del Poble Sudanès el 5 de març de 2004, aliança signada per Ochan i Salva Kiir Mayardit (llavors lloctinent de Garang). El 2005, després del Comprehensive Peace Agreement i la formació del govern d'unitat nacional, Ochan fou nomenat ministre. En la reorganització ministerial del 2008 apareix com a ministre de Salut.